# Liste des villes jumelées d'Inde
 (décembre 2016).

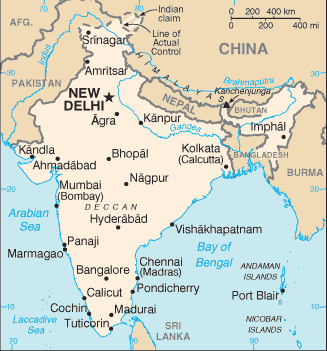
Carte d l’Inde.

Ceci est la liste des villes jumelées d’Inde ayant des liens permanents avec des communautés locales dans d'autres pays. Dans la plupart des cas, en particulier quand elle est officialisée par le gouvernement local, l'association est connue comme « jumelage » (même si d'autres termes, tels que « villes partenaires », Sister Cities ou « municipalités de l'amitié » sont parfois utilisés). La plupart des endroits sont des villes, mais cette liste comprend aussi des villages, des districts, comtés, etc., avec des liens similaires.
- Haut – A
- B
- C
- D
- E
- F
- G
- H
- I
- J
- K
- L
- M
- N
- O
- P
- Q
- R
- S
- T
- U
- V
- W
- X
- Y
- Z

## L

### Lucknow(Uttar Pradesh)
Montréal, Canada (2000)

## M

### Manipal(Karnataka)
Loma Linda (Californie), États-Unis (1982)

## T

### Thiruvananthapuram(Kerala)
| Galveston (Texas), États-Unis | Barcelone, Espagne |  |

## V

### Vijayawada(Andhra Pradesh)
Modesto (Californie), États-Unis

## Sources
- (en) Cet article est partiellement ou en totalité issu de l’article de Wikipédia en anglais intitulé « List of twin towns and sister cities in India » (voir la liste des auteurs).